# Thorsten Flinck
Thorsten Mattias Flinck, né le 17 avril 1961 à Solna, est un chanteur, acteur, directeur artistique et musicien suédois.

## Biographie
Il a grandi avec son frère jumeau, Richard Flinck, à Huvudsta (en), dans la banlieue de Stockholm. Leur père biologique était un Franco-Marocain. Avec son frère et quelques amis, il forme en 1977 le groupe rock Rockvindar, qui sort son premier album en 1980.
Thorsten fait ses débuts au cinema en 1977.
En 2012, il participe à la demi-finale des Melodifestivalen 2012.
Il doit participer au Melodifestivalen 2020 mais est disqualifié à cause d'une affaire judiciaire et est remplacé par Jan Johansen.

## Discographie

### Album avec Rockvindar
- 1979 - På lörda' é re fest hos Catrin ("On Saturday, Catrin Will Have a Party") (EP)
- 1980 - Första gången ("The First Time")
- 1982 - Lys upp mitt mörker ("Light Up My Darkness") (EP)

### Album solo
- 2005 - Vildvuxna rosor ("Wild Roses")
- 2011 - Thorsten Flinck och Revolutionsorkestern

## Filmographie

### Comme acteur
- 2010 - Fadren (série télévisée)
- 2010 - Teatersupén (série télévisée)
- 2010 - Spindelgången
- 2009 - Hemlös (série télévisée)
- 2009 - Maskeraden (série télévisée)
- 2008 - Fordringsägare (série télévisée)
- 2006 - Uro
- 2006 - Sökarna - Återkomsten
- 2005 - Blodsbröder
- 2004 - Den starkare
- 2004 - Ett hål i mitt hjärta
- 2004 - Zombie Psycho STHLM
- 1997 - Grötbögen
- 1997 - Jag är din krigare
- 1995 - Sommaren
- 1994 - Rapport till himlen (série télévisée)
- 1993 - Sökarna
- 1992 - Nordexpressen
- 1991 - Froggy et Charlie au pays des pommes de pin (voix)
- 1991 - Facklorna (voix)
- 1991 - Mord och passion (série télévisée)
- 1990 - Goltuppen (mini-série)
- 1988 - Kråsnålen (mini-série)
- 1988 - Strul
- 1987 - Don Juan
- 1987 - Han som fick leva om sitt liv
- 1986 - Bödeln och skökan
- 1986 - Hassel - Anmäld försvunnen
- 1984 - Annika (en) (mini-série)
- 1984 - Två solkiga blondiner
- 1984 - Äntligen!
- 1981 - Babels hus (série télévisée)

### Comme réalisateur
- 2008 - Fodringsägare
- 2006 - Sökarna - Återkomsten (avec Lena Koppel et Liam Norberg)
- 2004 - Den starkare